# Antoni Krauze
Pour les articles homonymes, voir Krauze.
Antoni Krauze, né le 4 janvier 1940 à Varsovie et mort le 14 février 2018 dans la même ville, est un réalisateur et un scénariste polonais.

## Filmographie

### En tant que réalisateur
- 1971 : Piżama
- 1971 : Meta
- 1971 : Palec bozy
- 1998 : Szwed z Wesela, czyli niezdrowo i romantycznie
- 2003 : W jednym - o przyjazni, milosci i smierci
- 2010 : Jeudi noir (Czarny czwartek)
- 2016 : Smolensk (Smoleńsk)

## Honneurs et distinctions

### Décorations
- Médaille du Mérite culturel polonais Gloria Artis
- Ordre Polonia Restituta

### Distinctions
Festival du film de Cracovie :
- 1999 : Bronze Hobby-Horse of Cracow pour Szwed z Wesela, czyli niezdrowo i romantycznie
- 2004 : Prix Planète pour W jednym - o przyjazni, milosci i smierci
- 2004 : Kino Polska and Autocom Award pour W jednym - o przyjazni, milosci i smierci

Festival de Locarno :
- 1974 : Silver Leopard pour Palec bozy

Festival des films du monde de Montréal
- 2011 : Prix FIPRESCI pour Jeudi noir (Czarny czwartek)

Festival du film polonais de Gdynia
- 1981 : Prix du Jury pour Meta
- 2011 : Special Award pour Jeudi noir (Czarny czwartek)